# Zoli Band
Die Zoli Band, später umbenannt in California United, ist ein Parallelprojekt der Band Ignite. Mit dieser Band verwirklichten Zoltán Téglás und die anderen Bandmitglieder Lieder, die nicht zum Stil von Ignite passten und eher im Bereich des Alternative Rock liegen. Deutlich gefühlsbetonter, akustischer und ruhiger als Ignite, entwickelten Zoli Band schnell einen eigenen Fanstamm und verkauften zu Anfangszeiten über 3.000 selbstproduzierte CDs.
Thematisch bewegt sich Zoli Band im Bereich von Liebesliedern, aber auch ernsten Thematiken, wie zum Beispiel Alkoholismus unter Frauen, wie zu hören in Wash Away. Aufgrund des geringeren Bekanntheitsgrades der Band spielen Zoli Band / California United meistens auf kleineren Bühnen und für kleinere Gagen; waren aber dennoch schon in Amerika und Europa auf Tournee.